# Чуганово
Чуганово — деревня в Шугозёрском сельском поселении Тихвинского района Ленинградской области.

## История
Согласно семитопографической карте Новгородской губернии 1847 года деревня называлась Чуганова.

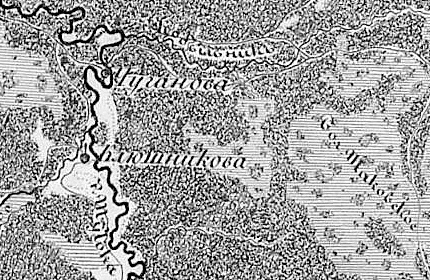
Деревня Чуганово на карте 1847 года

ЧУГАНОВО — деревня Чугановского общества, прихода Явосемского погоста. Река Явосьма.

Крестьянских дворов — 11. Строений — 15, в том числе жилых — 11.

Число жителей по семейным спискам 1879 г.: 23 м. п., 30 ж. п.; по приходским сведениям 1879 г.: 22 м. п., 27 ж. п.

В конце XIX — начале XX века деревня административно относилась к Кузьминской волости 2-го земского участка 2-го стана Тихвинского уезда Новгородской губернии.

ЧУГАНОВО — деревня Чугановского общества, дворов — 12, жилых домов — 26, число жителей: 39 м. п., 44 ж. п. 

Занятия жителей — земледелие, рубка и сплав леса. Река Явосьма. Часовня, мельница.  (1910 год)

По сведениям на 1 января 1913 года в деревне Чуганово было 102 жителя из них детей в возрасте от 8 до 11 лет — 10 человек.
С 1917 по 1918 год деревня входила в состав Кузьминской волости Тихвинского уезда Новгородской губернии. 
С 1918 года в составе Череповецкой губернии.
С 1924 года в составе Капшинской волости.
С 1927 года в составе Заречского сельсовета Капшинского района.
В 1928 году население деревни составляло 105 человек.
Согласно карте Ленинградской области Северо-западного аэрогеодезического треста ГГУ издания 1932 года деревня насчитывала 9 крестьянских дворов. В деревне находилась водяная мельница.
По данным 1933 года деревня Чуганово входила в состав Заречского сельсовета Капшинского района.
В 1958 году население деревни составляло 19 человек.
С 1963 года в составе Тихвинского района.
По данным 1966 и 1973 годов деревня Чуганово также входила в состав Заречского сельсовета Тихвинского района.
По данным 1990 года деревня Чуганово входила в состав Ганьковского сельсовета.
В 1997 и 2002 годах в деревне Чуганово Ганьковской волости постоянного населения не было.
В 2007 году в деревне Чуганово Шугозёрского СП проживали 5 человек, в 2010 году — 3.

## География
Деревня расположена в центральной части района на автодороге 41К-889 (Шугозеро — Заречье).
Расстояние до административного центра поселения — 11 км.
Расстояние до ближайшей железнодорожной станции Тихвин — 83 км.
Деревня находится на левом берегу реки Явосьма.

## Демография
| 2007 | 2010 | 2017 |
| ---- | ---- | ---- |
| 5    | ↘3   | ↗5   |

### Национальный состав
Согласно данным Всероссийской переписи населения 2021 года в деревне проживали 3 человека, все русские.

## Улицы
Дачная, Дорохново.